# 手塚一志
手塚 一志（てづか かずし、1963年1月5日 - ）は、徳島県三好郡井川町出身のパフォーマンスコーディネーター、体育学修士、有限会社ベータエンドルフィン代表取締役。
操育、シンクロ打法、うねり打法、ジャイロボール、W-スピン、クオ・メソッドなどの発表で知られる、スポーツ科学者。東北楽天ゴールデンイーグルス・パフォーマンス・コーディネーター。2013年よりSWBC・JAPAN（ストロングリーグ日本代表）パフォーマンス・コーディネーター。2015年より理化学研究所客員研究員。

## 経歴
1963年1月5日、徳島県三好郡に産まれる。
徳島県立池田高等学校では野球部の内野手として活躍する。蔦文也の指導を受け、レギュラーは獲得したが、甲子園出場はかなわなかった。進学した大阪体育大学ではレギュラーになれず、筑波大大学院に進みむとスポーツ医学を専攻し、トレーニングのプロを目指した。
1987年に日本ハム・ファイターズのトレーニングコーチに就任する。前年よりも故障者を減らし、田中幸雄のレギュラー定着に寄与した。この年の日本ハムはAクラス入りを果たすが、翌年に日本ハムはAクラス入りの3位にはなったものの、勝率5割は超えず、優勝争いにも絡めなかったことで監督だった高田繁は辞任、手塚も日本ハムを去ることになる。
1989年には東京大学大学院の研究生となるが、1991年にはダイエーホークス（現・福岡ソフトバンクホークス）の田淵幸一監督の下でコンディショニングコーチに就任する。この年のダイエーの戦績はシーズン開幕から最後まで最下位というものであったが、手塚は「インナリング」と呼ばれるマッサージ法を開発し、投手陣の肩周辺の傷害の発生率を低減することに成功した。
1994年、有限会社ベータ・エンドルフィンを設立。この頃から自らを「パフォーマンス・コーディネーター」と呼称するようになる。なお、最初のクライアントと言われているのは桑田真澄と工藤公康である。
1995年にはTEZUKA Performance Labを開設する。また、ジャイロボールの存在の公表や、「サークルスクラッチ」と名付けた肩甲骨を伸ばすストレッチ法を開発。後にジャイロボールは松坂大輔が投げると言われて話題になり、サークルスクラッチは前田健太が行う「マエケン体操」として広く知られるようになった。1999年の著書で提唱した「シンクロ打法」は松井秀喜が取り入れる。
2002年、星野仙一が新たに監督就任した阪神タイガースに請われることになる。これは星野の就任と同時にバッティングコーチに就任した田淵の影響とも言われている。この時もシンクロ打法の指導によって、今岡誠と濱中おさむが打撃開眼したとも言われる。前年まで打撃低迷していた今岡の好調ぶりと翌2003年には今岡が首位打者を獲得したことで、手塚の名前は日本プロ野球界のみならず、様々なアスリートから絶大な信頼を獲得することになった。
2003年に会員制クラブの「上達屋」を開設。2011年には東北楽天ゴールデンイーグルスでパフォーマンス・コーディネーターに就任した。

## 人物
- 万人に共通する野球の各種必須動作をピックアップしたとする「正体」シリーズを皮切りに、数々のスポーツ動作に関する著書、ビデオを発表、テレビ、雑誌等のメディア (媒体)への出演、執筆する等の啓蒙活動を続けている。計30冊の書籍の累計総発行部数は70万部を越えるという。
- 著書においては、それまでの経験論や感覚的な指導指導や練習に疑問を呈し、ヒトとして理に適ったカラダの操り方から発想した上達術や理論「操育」を展開している。
- 1990年代初頭のダイエーホークス時代、肩周辺の機能について福岡にある久恒病院の原正文医師に師事。肩周辺の筋機能の調整エクササイズである「インナリング」（サークルスクラッチ等）を開発、ホークス投手陣のコンディショニングメニューに組み込み、肩周辺の傷害の発生率を低減することに成功する。※1990年 32%→1992年 6%（%は障害発生によるリタイア=登録抹消率。※手塚一志著『肩バイブル』15ページより抜粋）。
- 1993年自らホークスを退団し独立起業。このとき自らをパフォーマンスコーディネーターと名乗り、上達屋の前身となるアスリートパフォーマンスサポート業をスタート。最初のクライアントは桑田真澄（1994年セントラルリーグMVP・最多奪三振）と工藤公康（1993年パシフィックリーグMVP・最優秀防御率）だった。これまでのトレーナーやコーチの活動とは異なり、選手のパフォーマンス全体を包括的に引き上げる発想を重視。投げる・打つという行為自体のパフォーマンス向上を請け負う活動を始める。
- 1993年に大村皓一率いる人口技能研究グループに参加し、共同研究を行った結果、ヒト本来の動作の本質であるとする新運動原理（現W-スピン運動原理）を発見。W-スピンでは、脊柱の反転運動（第１スピン）と腕や大腿部の内向きへのネジリ運動（第２スピン）の連動的な掛け合わせ運動が、腕先や足先に速度を持たせ先端部を走らせる原動力と成り得ると考えるため、従来のマシンやバーベル等を用いた筋力トレーニングは、直線的な動作を多用することで、筋出力を増強させる効果は期待できるものの、肝心の”巧みさ”を下支えしているはずのW-スピンの螺旋連鎖運動の効率を低下させる危険性があると説き、従来考えられてきた直線的なプッシュ&プル動作を多用する筋力トレーニングに否定的、懐疑的な論調を展開。その後、このW-スピンの発想を元に、アスリートのパフォーマンスを向上させる上達メソッドクオ・メソッドを開発。野球選手のみならず、陸上競技、ラグビー、テニス、ゴルフ、相撲、ボクシング、サッカー、柔道、空手、レスリング、競輪などほとんどのスポーツ種目に転用可能なことを証明していった。野球の動作に精通する以前はアメリカ仕込みの当時最新と言われた直線的な筋力トレーニングをコンディショニングメニューとして実践していたこともある。新運動原理を発見した以降はそれ以前のトレーニングの実践と理論を反省・方向転換し、従来考えられてきた直線的なプッシュ&プル動作を多用する筋力トレーニングに否定的、懐疑的な論調を展開。
- 1995年に新たな直球系の球種としてジャイロボールの存在を提唱。
- 2006年松坂大輔投手のレッドソックス入団時にこの魔球を投じるとのうわさが全米を席捲。CNNを筆頭に、日米の各種メディアが取り上げ、ニューヨークタイムスでも1面をすべてを使って特集を組んでこの魔球を追いかける騒動に発展した。松坂の代理人であるスコット・ボラス氏は、契約交渉の場に手塚の著した『魔球の正体』を持参し、結果契約金を60億円まで引き上げる交渉条件として使ったと言われている。
- 1995年投手の肩と腕のコンディショニングドリルサークルスクラッチを考案・発表。後に前田健太投手がこのドリルを試合中の調整法として採用。いわゆるマエケン体操である。
- 1999年著書『バッティングの正体』の中でシンクロ打法を発表。18m44cm離れている投手と打者の空間に、互いの呼吸を合わせたり外したりする駆け引きの法則シンクロニスティック・コーディネーションがあることを知らしめた。このシンクロ打法を松井秀喜選手が採用し42HRを記録。一躍ブームに。当時、ジュニアから高校野球、プロ野球に至るまで、この投手とのタイミングが合い打率が上がるとされる打法が大流行した。
- 2002年から2年間、阪神タイガースの田淵幸一バッティングコーチの下で打撃指導を行った。その際、下半身からのらせん連鎖運動をバットコントロールに活かすうねり打法を導入。当時まだブレイク前だった今岡誠、濱中治、赤星憲広らの打力向上に貢献しつながる打線を実現。2003年の阪神優勝の陰の立役者として一躍注目を集めた。
- 2004年から4年間、広島東洋カープの黒田博樹投手のパフォーマンス・コーディネートを担当。2005年にセントラルリーグ最多勝、2006年に最優秀防御率タイトルに輝く。
- 2009年から、ラグビートップリーグ所属のプレーヤーのパフォーマンス・コーディネートを担当。クボタスピアーズ・東芝ブレイブルーパス・サントリーサンゴリアス・NTTコミュニケーションシャイニングアークス等。その中から、廣瀬俊朗・立川理道の2名の日本代表キャプテンが誕生。
- 2011年楽天ゴールデンイーグルスのパフォーマンス・コーディネーターに就任。
- 2012年から4年間、同志社大学ラグビー部のパフォーマンス・コーディネートを担当。2016年ラグビー大学選手権ベスト４に貢献。
- 2013年から5年間、広島東洋カープの新井貴浩選手のパフォーマンス・コーディネートを担当。2016年にセントラルリーグMVP。
- 2015年から、ボクシングスーパーバンタム級小國以載選手のパフォーマンス・コーディネートを担当。2016年大晦日、ドミニカの怪物の異名を獲るジョナサン・グスマンに勝利し、世界チャンピオンに輝く。
- 2016年大晦日から、広島東洋カープの大瀬良大地投手のパフォーマンス・コーディネートを担当。2018年セントラルリーグ最多勝・最優秀勝率を獲得。

## 指導した主な選手・チーム
- 黒田博樹
- 新井貴浩
- 石原慶幸
- 永川勝浩
- 廣瀬純
- 大瀬良大地
- 堂林翔太
- 栗原健太
- 矢崎拓也
- 中村恭平
- 岡田明丈
- 小窪哲也
- 岩隈久志
- 安樂智大
- 森雄大
- 大塚晶則
- 工藤公康
- 桑田真澄
- 蔵本英智
- 土肥義弘
- 星野智樹
- 山口俊
- 松井稼頭央
- 松井秀喜
- 山本和範
- 今岡誠
- 杉山愛（テニス）
- ラグビー日本代表
- 東芝ブレイブルーパス（ラグビートップリーグ）
- クボタスピアーズ（ラグビートップリーグ）
- 同志社大学ラグビー部
- 一橋大学大学ラグビー部
- 廣瀬俊朗（ラグビー日本代表主将）
- 立川理道（ラグビー日本代表主将）
- 立川剛士（ラグビー日本代表）
- 宇薄岳央（ラグビー日本代表）
- 吉田朋生（ラグビー日本代表）
- 望月雄太（ラグビー日本代表）
- 石井櫂（ラグビーＡ日本代表）
- 小國以載（ボクシング・スーパーバンタム級世界チャンピオン）
- 亜細亜大学テニス部
- 同志社大学陸上競技部

- 上達屋の会員数はプロ、アマ併せて10,000名を超えるという。
- 高校・大学の陸上部、ラグビー部・野球部等サポート契約しているチームは多岐に亙る。

## 理論展開
手塚一志の述べる理論の一例を挙げる。
クオ・メソッド
「クオ・メソッド」とは＝ 【】（connective unified operation method）の略称。
左右にある2つの弓状線による骨盤操作は、全身400の筋肉や200の関節200の骨を連鎖連動させ、統括的に全身を意のままに操ることが可能である。
その発想は、人類600万年間の進化の過程で淘汰させることなく受け継がれてきたヒト本来の理にかなった運動の原理、すなわちカラダの操り方の探求から生まれた。
2006年に手塚一志が開発、提唱。
多くのアスリートたちが、このメソッドを取り入れ、自らの競技に転用し成果を挙げてきた。
また、転用範囲はアスリートのみにとどまらず、キッズ～シニア層まで幅広く、すべての人々の日常生活の質を上げる効果も期待できるとされている。
操育
クオ・メソッドの発想から生まれた、ヒトにとって理に適ったカラダの操り方を育む考え方。
このメソッドを、アスリートや一般の方が自らのカラダの中に取り込む（落とし込む）ための方法としては、独自開発した体操を３種類の体操を用いる。
この進め方を「操育プログラム」として完成させたことで、全世代・全スポーツ種目・全ての人たちが効率の高い運動を一生涯手に入れることが可能となった。
スパイラル・リリース
ピッチングやテニスのストロークやゴルフのスウィングやランニングの蹴り動作の中で出現する、腕または脚全体のネジリ戻し運動のこと。
加速シーンのスタートのとき（ループモーションの初期シーン）、腕や脚はもっとも深くネジられ、もうこれ以上はネジることはできないという状態にまで達すると、RSSCという筋肉の束状の反射が生じる仕組みをヒトは有している。
このRSSCがきっかけとなり、外向きのネジリ運動は一気に内向きのネジリ運動へと入れ替わりループモーションを生む。そのループの中間位では、すべての筋肉が平等な張力、それもニュートラルな状態となる。おそらく、指先や足先や用具の先端の速度は、そのシーンがもっとも大きく、リリースやインパクトのシーンと重なることになる。
リリース後もネジリ戻し運動は継続され、今度は腕や脚が内向きに最大にネジられる状態まで続く。このネジリ戻しの運動とその途中にリリースが存在する現象を「スパイラル・リリース」と名づけた。
肩や肘や膝などに対し負担の少ない、解剖学的にも生理学的にも極めて合理的運動様式である。
ただし、この動きは、無意識化の反射によって形成させるゆえ、意図的に腕や脚をネジることは、障害に関係してくるリスクがある。
RSSC
RSSCとは、SSC＝伸張―短縮サイクル（ストレッチ・ショートニング・サイクル）（生理学　用語）に、手塚が「Ｒ＝ローテーター（束状回旋）」の概念を加えて生まれた「ローテーター・ストレッチ・ショートニング・サイクル ( Rotator Stretch-Shortening Cycle )の略称。
筋肉をいったん伸張させてから短縮させると、筋肉や腱の中にあるセンサーの作用により、神経を通じて脊髄に信号が送られてくる。
その信号は再度神経を通り筋肉に戻り、単に収縮するより大きな速度で収縮することがわかっている。ヒトや脊椎動物はこの原理を利用しさまざまな運動や動作を行っている。
ただ、これまでは、単一の筋にそれぞれ個別にこの反射サイクル現象が起きていると考えられてきたが、手塚が「肩周辺の筋肉はすべて束ねられ協調しながら内向きと外向きのネジリ反射に参与している（１９９５）」と主張。
この現象の存在の発見により、「スパイラルリリース」の存在や、そのリリース後に腕が内向きにネジられる現象が起こることのつじつまが合うと仮説を立てた。
「このことは、個性レベルの問題ではなく、77億人の世界のすべての人々にとって共通の仕組み（サイクル）として内蔵され、これを基に運動（スポーツ）を行うよう設計されている」（手塚）
イナーシャルリダクション
スポーツパフォーマンスには、さまざまな慣性力が生じる。
中でも、カラダを高速回転（スピン）させたり、腕や脚や用具をスウィングを伴うスポーツ種目では、重力・遠心力・コリオリなどの慣性力の合力がその運動に加算され、パフォーマンスとして表面に出現している。しかも、そのスピンやスウィング速度が大きくなるトップアスリートになればなるほど加算される慣性力は増大し、その結果ハイパフォーマンスを実現している。
言い方を替えれば、彼らの内部に内在する身体感覚は、目に見えるパフォーマンスよりもコンパクトではずであり、この両者の間には”ギャップ”が存在することになる。むろん、スピンやスウィング速度が高くなればなるほど、そのギャップは大きくなる。
このことを「イナーシャルリダクション（慣性力補正）」と名づけた。
プレーヤーは、表現されるパフォーマンスの通りの動きをなぞる（トレース）ってしまうと、本来のキレのあるパフォーマンスを遂行することはできない。そのパフォーマンスを遂行したいなら、　慣性力分をリダクション（補正）した身体感覚を持ってコントロールする必要がある。
このことは、パフォーマンス速度が増大すればするほどリダクションも大きくなる。
加えて言えば、速度が大きくはない子ども（キッズ）のパフォーマンスでは、このリダクションは小さくなるはずである。つまり、子どもの頃はトップアスリートと同様の身体感覚は持てないことになる。おそらく、ゴールデンエイジを越えた後のジュニアから成人に移り変わる頃、パフォーマンス速度の増大を経験しながらリダクションを磨き自らのカラダをコントロールする術を身に付けると考えられる。
シンクロニステック・コーディネーション
他者との動作タイミング（呼吸）をそろえる同調行為のこと。
ヒトは、重力と筋の弛緩作用を活用し、縦方向の重心の上げ下げによって他者（複数も含む）とのタイミングをそろえ、共同作業を円滑にする行為を内在している。
たとえば、相槌。ジャンケン。なわとびのタイミング合わせのときなど、無意識の内に、上下方向の運動を使い、自分以外の者（物）との同調行為を選択している。
これは、打者が投手の重心の下方向への移動時に、上げていた足の踵部分をそろえるように「クンッ」と踏み降ろすことで自分の重心を同調させることの発見からスタートした。この時点では、まだ投手はボールを投じていないが、約18ｍ離れた相手との同調には最高できている。
ここでまずヒトとヒトとのタイミングを揃え、ボールが投じられたあとはそのボールとの”間合い”を調整することでインパクトが成立する。よって、インパクトの確実性を高めるには、タイミング揃えのシンクロニステック・コーディネーションに加え、間合い調整のためのスウィングコントロールの両者が必要となる。
芯・キレ・ムチ
操育度が向上することにより安定的に出現する、カラダの動きまたは動作表現。
芯　 ＝ 回転（反転）反復運動中のカラダに現れる架空の回転軸
キレ ＝ カラダの動きに現れるキレ味の向上
ムチ ＝ 腕や脚が無関節動物になったかのようなしなり
操育度が増すことにより、つまり理に適ったカラダの操り方が習熟されるていくほどに、運動中に、この「芯・キレ・ムチ」の3つの動きが顕著に安定し出現してくる。
逆に「芯もキレもムチもない」ように感じられる動きには、理に適ったカラダの操り方ではなく、他の運動様式でごまか（代用）している可能性（危険性）が疑われる。
この3つの動きが安定していない状態で、各スポーツ種目の練習を強化しすぎると、いわゆる”悪い癖”となって一生付きまとわれたり、またはケガを誘発する要因になる可能性もあり。
ジャイロボール
ボールの回転軸が進行方向に向いており、初速、終速の差を、ボールの縫い目によって発生する空気抵抗を操り打者を打ち取ろうとする球種。空気抵抗の少ないフォーシームジャイロと空気抵抗の多いツーシームジャイロの2種類が確認されている。
W-スピン
脊柱を中心とした回旋を第１軸、腕の作り出す回旋を第２軸とし、第１軸のファーストスピンがかなり進んだタイミングで急激に第２軸のセカンドスピンを起こすことにより、腕の先端や足先を加速し、その結果、ボールやバットに効率的な加速を与えるとしている。
うねり打法
うねりのように下から螺旋的に下半身からの力をバットに伝える打法。クオ・メソッドの応用で変化球等に回旋軸を崩されにくい。2段階のタイミング調節が出来（1段階目はクオ・メソッドの隠し）、変化球でタイミングを外され、前骨盤が開きかけても後ろ骨盤の意識で粘りを出し、タイミング調節をコントロールしやすい特性を持つ。
サークルスクラッチ
投手や他の野球選手用に開発した、肩甲骨+肩関節+腕周辺のコンディショニング運動。顔の前で曲げた肘の先端部で円を描く動きと、手首から指先にかけて“引っかき（スクラッチ）モーション”を行うことから、この名前が付いた。別冊宝島263『スポーツトレーニングが変わる本』（宝島社）1996年発行（共著）中で初公表。のちに「マエケン体操」になる。https://www.youtube.com/watch?v=nqFbpzd2Jmo

## 著書
- レジスタンス・トレーニング（共著） (1994年、朝倉書店) ISBN 4254690150
- スポーツ外傷・障害とリハビリテーション（共著） (1994年、文光堂) ISBN 4830651202
- 手塚一志の肩バイブル (1995年、ベースボール・マガジン社) ISBN 4583032536
- スポーツトレーニングが変わる本（共著） (1996年、宝島社) ISBN 4796692630
- ピッチングの正体 (1998年、ベースボール・マガジン社) ISBN 4583035071
- バッティングの正体 (1999年、ベースボール・マガジン社) ISBN 4583045654
- 驚異のシンクロ打法 発見!タイミングの法則 (2000年、日本文芸社) ISBN 4537120436
- ゴルフナイスショットの真実 練習しても、なぜ続かない (2000年、光文社) ISBN 4334006892
- プロ野球 ピッチング解体振書 (2001年、光文社) ISBN 4334007066
- プロ野球 バッティング解体振書 (2001年、光文社) ISBN 4334007058
- 魔球の正体（共著） (2001年、ベースボール・マガジン社) ISBN 4583036728
- バッティングの極意 うねり打法 (2002年、ベースボール・マガジン社) ISBN 4583037287
- バッティング&ピッチング解体振書 (2004年、PHP研究所) ISBN 4569661815
- 図解 手塚一志のうねり打法 ゴルフ編 (2004年、PHP研究所) ISBN 4569639593
- ゴルフ ナイスショットの真実 究極のスウィング「ダブルスピン打法」の秘密 (2005年、PHP研究所) ISBN 4569663850
- 手塚一志の上達道場 ピッチングの巻 (2005年、ベースボール・マガジン社) ISBN 4583038747
- 心に火をつけるkidsコーチング 投手編 (2006年、ベースボール・マガジン社) ISBN 4583039204
- 手塚一志の上達道場 バッティングの巻 (2006年、ベースボール・マガジン社) ISBN 4583039298
- ゴルフ達人道場 (2007年、MCプレス) ISBN 9784901972789
- ジャイロボール (2007年、ベースボール・マガジン社) ISBN 9784583100357
- 6週間で投げるジャイロボール（監修） (2007年、MCプレス) ISBN 9784862950024
- 骨盤力 アスリートボディの取扱い説明書 (2008年、ベースボール・マガジン社) ISBN 9784583101354
- 切れ味バツグン!! 変化球習得メソッド (2009年、高橋書店) ISBN 9784471141066
- 安打量産!! 打率アップメソッド (2009年、高橋書店) ISBN 9784471141073
- 七人のトップアスリートと骨盤力 (2010年、キネマ旬報社) ISBN 9784873763224
- ジュニア世代の骨盤力―野球のピッチング(2010年、ベースボール・マガジン社) ISBN 9784583103143
- 三振をとる！！球速アップ・メソッド (2011年、高橋書店) ISBN 9784471141080
- ジュニア世代の骨盤力―野球のバッティング (2011年、ベースボール・マガジン社) ISBN 9784583103884
- バッティング戦略論 (2012年、PHP研究所) ISBN 9784569798295
- なぜうちの子は本番に弱いのか？（2014年、ベータ･エンドルフィン）
- 骨盤メソッド-たった10秒で効果を実感-（2015年、山と渓谷社）
- 骨盤力で疲れないカラダになる！（2017年、マガジンハウス）